# Aszó (Kolozs megye)
Aszó (románul Osoi) falu Romániában, Kolozs megyében, Déstől 32 kilométer távolságra.

## Története
Első említése 1314-ből származik Wzzyway és Wzzuue néven. További névváltozatai: Ozwe és Huzuoy (1362), Wzwe és Felozuey (1378), Ozway (1561), Oszvaly (1750).
Első ismert birtokosa az Aba nemzetségbeli Czente család. Hajdani lakosait a hagyomány magyaroknak tartja, de egy 1608-as összeírás már román községnek említi. A görögkeleti felekezethez tartozó lakosság egy része az 1840-es évek elején áttért a görögkatolikusok közé. Mihály főangyalról elnevezett görögkeleti fatemploma 1808-ban épült.
1850-ben 402, 1880-ban 359, 1900-ban 393, 1910-ben 423, 1930-ban 435, 1941-ben 475, 1966-ban 566, 1977-ben 419, 1992-ben 224 lakosa volt, többségben románok.